# 菲律宾第四共和国
菲律宾第四共和国，是菲律宾历史上的一个政权，该政权从1965年到1986年，涵盖了费迪南德·马科斯的独裁统治，也被称为马科斯独裁政权。马科斯时代包括菲律宾第三共和国的最后几年（1965-1972），戒严的菲律宾（1972-1981）和第四共和国的大部分时期（1981-1986）。1986年2月，菲律宾爆发了人民力量革命，马科斯独裁政权垮台，菲律宾第四共和国就此终结。而马科斯独裁政权的终结并没有缓解菲律宾的经济压力，该国面临的的债务危机更加严峻，尤其是需要面对極端貧窮和严重的就业不足。